# ポルタレグレ県
ポルタレグレ県（ポルタレグレけん、Distrito de Portalegre 発音: [puɾtɐˈlɛɣɾɨ] プルタレグリ）は、ポルトガルの県の一つ。県都は、ポルタレグレ。北はカステロ・ブランコ県、西はサンタレン県、南はエヴォラ県と国境を接する。東は、スペインとの国境である。
ポルタレグレ県は、以下の15の地方自治体が所属する（アルファベット順）。
- アルテール・ドゥ・シャオン（Alter do Chão）
- アロンシィシュ（Arronches）
- アヴィシュ（Avis）
- カンプ・マイヨール（Campo Maior）
- カシュテル・ディ・ヴィディ（Castelo de Vide）
- クラートゥ（Crato）
- エルヴァシュ（Elvas）
- フロンテイラ（Fronteira）
- ガヴィアオン（Gavião）
- マルヴァオン（Marvão）
- モンフォルティ（Monforte）
- ニーザ（Nisa）
- ポンティ・ディ・ソル（Ponte de Sôr）
- プルタレグリ（Portalegre） - 県都。
- ソウゼル（Sousel）